# Соболь (автомобіль)
Соболь — серія російських малотоннажних вантажних автомобілів, фургонів і мікроавтобусів, які виготовляються на Горьківському автомобільному заводі з листопада 1998 року.

## Історія моделі

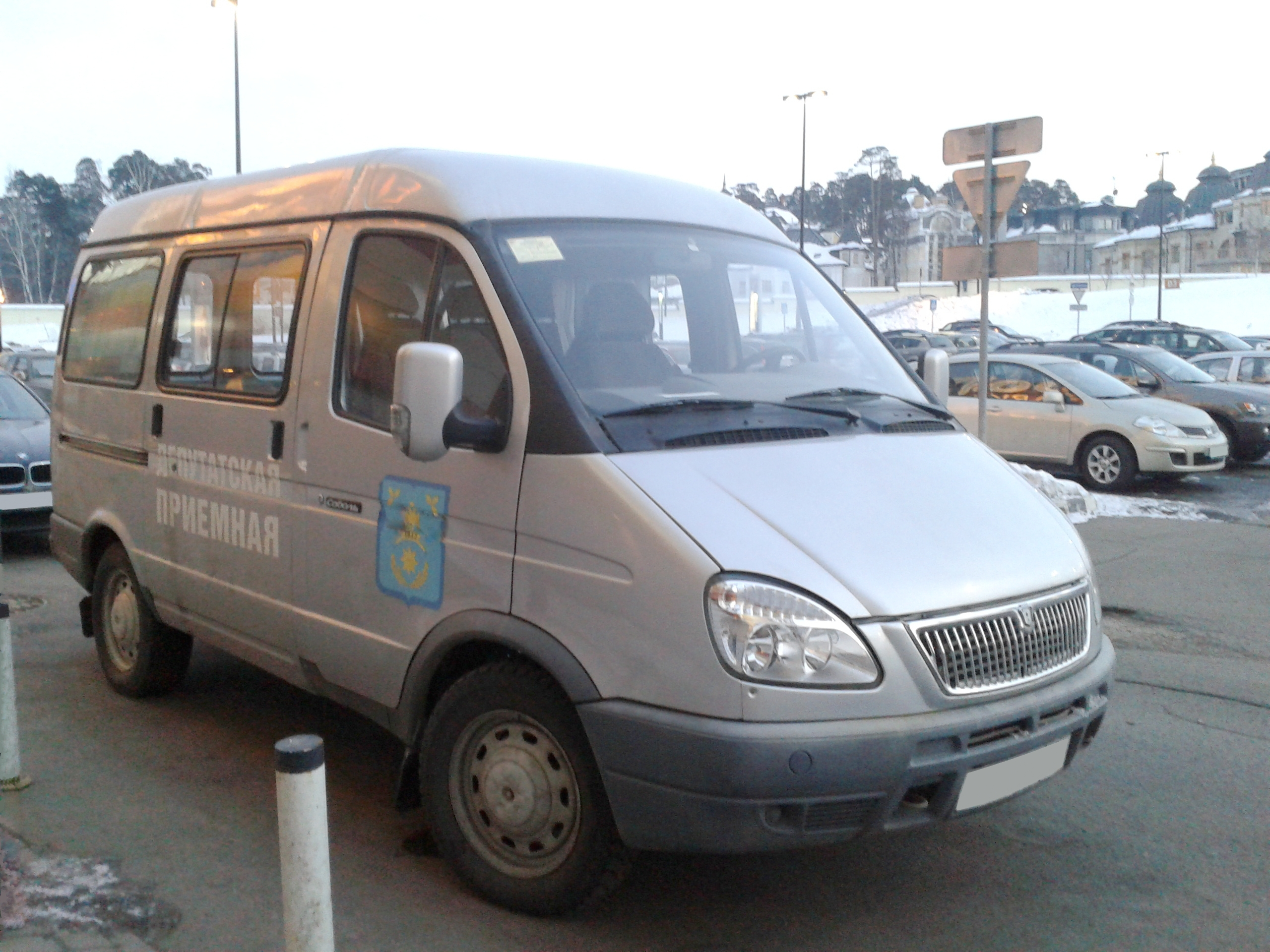
ГАЗ-22171 «Соболь» як депутатська приймальня

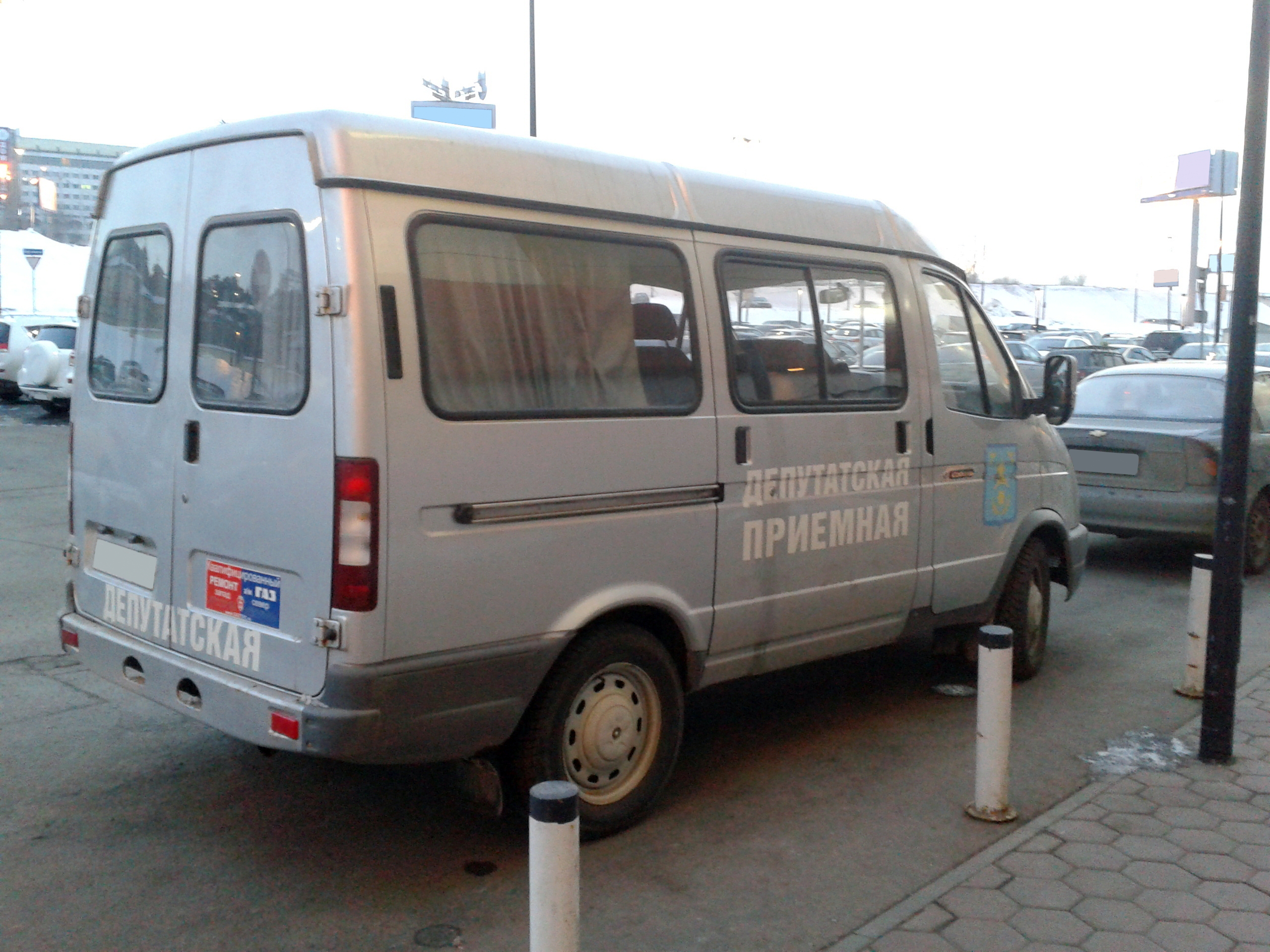
ГАЗ-22171 «Соболь»

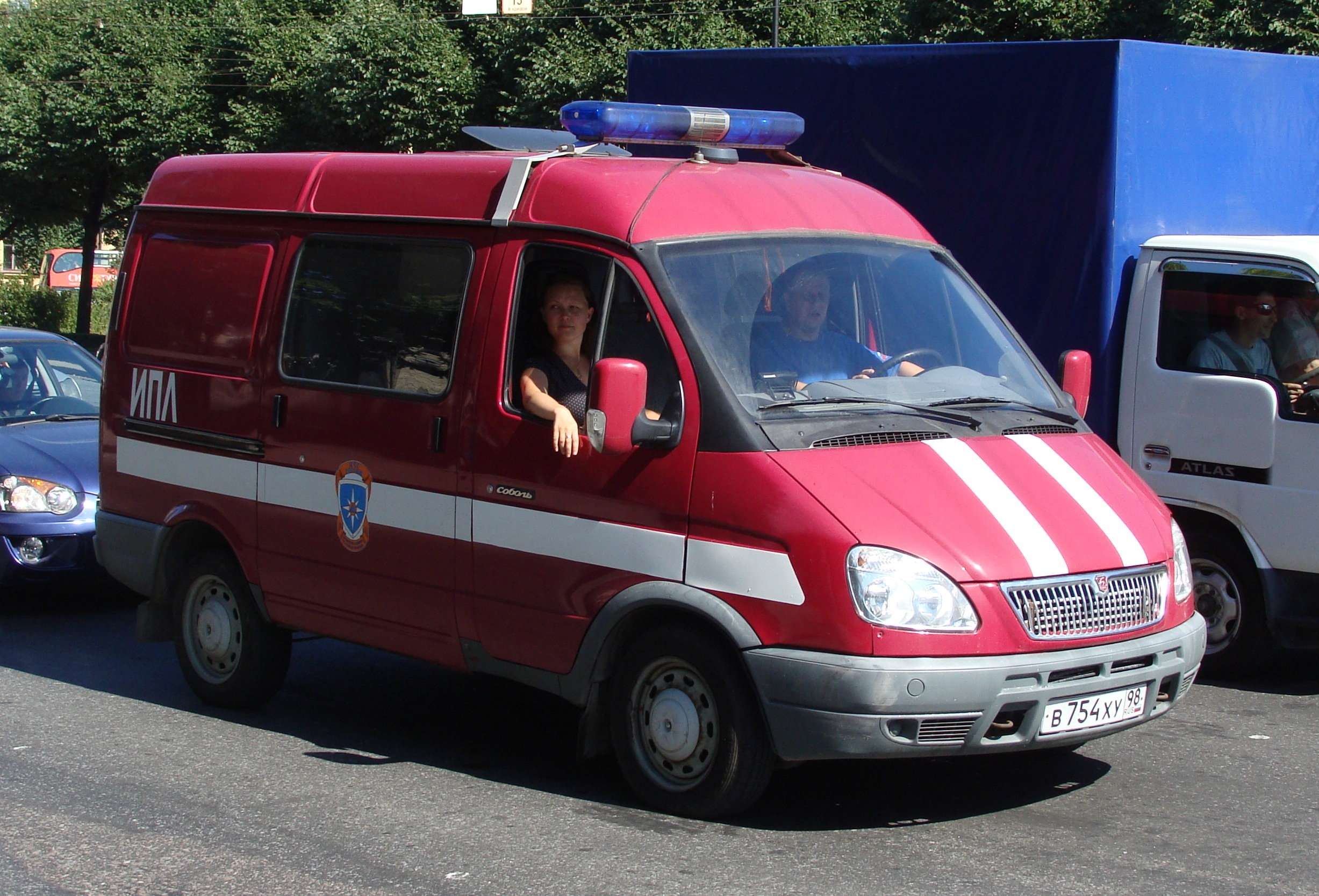
Пожежний автомобіль Соболь

У кінці 1998 року Горьковський автозавод освоїв на базі агрегатів сімейства «ГАЗель» виробництво легких розвізних автомобілів «Соболь» (клас LCV-MC), що відрізняються від популярної полуторки укороченою до 2760 мм колісною базою, незалежною передньою пружинною підвіскою і односкатним колесом заднього моста, розрахованого на меншу вантажність (до 900 кг). Сімейство включає суцільнометалевий фургон ГАЗ-2752 та мікроавтобуси ГАЗ-2217 і ГАЗ-22171 («Баргузин»), а також бортову вантажівку (шасі з кабіною) ГАЗ-2310. Базовою моделлю вважається фургон ГАЗ-2752 зі зсувними бічними дверима і розпашними задніми (корисний об'єм 6,86 м³ в 3-місній версії та 3,7 м³ на 7-місній вантажно-пасажирській «Комбі»). Мікроавтобус ГАЗ-22171 з підвищеним дахом (аналогічним по висоті «Газелі» ГАЗ-3221) у 6-ти і 10-місному виконаннях.
З 1999 року почався випуск моделі 2217 «Соболь Баргузин» з «низьким» дахом (висота зменшена на 100 мм), підйомної задніми дверима, що позиціонується виробником як мінівен. Для службових цілей і маршрутних таксі призначена 10-місцева модифікація ГАЗ-22173 зі щільнішим плануванням і спрощеною обробкою салону (випускається під замовлення). У сімействі «Соболь» передбачені і повнопривідні версії ГАЗ-23107/27527/22177/221717 з жорстким переднім мостом і карданними шарнірами (шарніри Гукка) в приводі передніх ведучих і керованих коліс. Трансмісія виконана з постійним повним приводом з привідною роздавальною коробкою, багатоланковим ланцюгом Морзе.
На початку 2003 року сімейство «Соболь» піддалося рестайлінгу, аналогічному сімейства «Газель» з оновленням дизайну оперення і заміною прямокутних фар на сучасні блок-фари краплеподібної форми, а також заміною панелі приладів та ін.
У 2006 році бортовий «Соболь» ГАЗ-2310, до цього що випускався тільки дрібними партіями, був переведений на одну лінію конвеєра з бортовою «ГАЗеллю» ГАЗ-3302, що дозволило значно збільшити виробництво даної моделі, затребуваної, зокрема, в Москві, через обмеження на в'їзд у центр міста автомобілів вантажністю понад 1,0 т.
У лютому 2010 року АЗ ГАЗ почав виробництво рестайлінгового сімейства «Соболь-Бізнес» з пакетом модернізованих вузлів і агрегатів, аналогічним сімейству «ГАЗель-Бізнес». У найближчій перспективі «Соболь-Бізнес» також має отримати турбодизель Cummins ISF 2.8, який з липня 2010 року встановлюється на «Газель-Бізнес». Паралельно зберігається випуск бортової вантажівки 2310 та фургона 2752 з облицюванням зразка 2003 року і частково модернізованими агрегатами під назвою «Соболь-Стандарт».

## Модельний ряд
- ГАЗ-2310 — бортова вантажівка (4х2) вантажністю 0,9 т, варіант — шасі з кабіною під установку надбудов типу фургон-бокс;
- ГАЗ-23107 — бортова вантажівка 4х4 з повнопривідною трансмісією;
- ГАЗ-2752 — суцільнометалевий фургон вантажністю 0,8 т з бічними дверима і двостулковими задніми, варіант — вантажно-комбі на 6 місць з ізольованим вантажним відсіком;
- ГАЗ-27527 — суцільнометалевий фургон 4х4, варіант — вантажно-комбі на 6 місць;
- ГАЗ-2217 — мінівен «Соболь Баргузин» на 7 або 11 місць з низьким дахом і підйомними задніми дверима;
- ГАЗ-22177 — мінівен «Соболь Баргузин» з колісною формулою 4х4;
- ГАЗ-22171 — мікроавтобус «Соболь» категорій М1 і М2 на 7 або 11 місць зі стандартним дахом і двостулковими підйомної задніми дверима;
- ГАЗ-221717 — мікроавтобус «Соболь» категорій М1 і М2 з колісною формулою 4х4.

## Двигуни
На автомобілях сімейства «Соболь», як і на «Газелі», спочатку (до 2006 року) використовувалися карбюраторний двигун сімейства ЗМЗ-402 (робочий об'єм 2,5 л, 8 кл.) та інжекторний бензиновий двигун ЗМЗ-406 (2,3 л, 16 кл.) потужністю 100—110 к.с., а на замовлення встановлювався і ліцензійний дизель ГАЗ-560 (2,1 л) потужністю 85 к.с. З 2003 року використовуються інжекторні мотори рівня Євро-2: ЗМЗ-40522.10 (2,5 л, 16 кл.) потужністю 140 к.с. і турбодизель ГАЗ-5601 потужністю 95 к.с.; з 2008 року — інжекторні мотори рівня Євро-3: ЗМЗ-40524.10 і Chrysler DOHC 2.4L (2,4 л, 137 к.с.), а також і турбодизель ГАЗ-5602 потужністю 95 к.с. У 2009 року намічається перехід на комплектацію сімейства «Соболь» з двигуном УМЗ-4216.10 (2,89 л, 115 к.с.).
Бензинові:
- 2.3 L ZMZ-406 I4 100—110 к.с.
- 2.4 L Chrysler 2.4L DOHC I4
- 2.46 L ZMZ-405 I4 140 к.с.
- 2.5 L ZMZ-402 I4 98 к.с.
- 2.9 L UMZ-4216 I4 115 к.с.

Дизельні:
- 2.1 L GAZ-560 I4 85 к.с.
- 2.1 L GAZ-5601/5602 turbo I4 95 к.с.
- 2.8 L Cummins ISF2.8s4129P I4

## Бойове застосування
Під час російського вторгнення в Україну російські військові покинули один автомобіль ГАЗ Соболь, на якому вторглися, а також один був знищений українськими військовими.